# 1798 Watts
1798 Watts је астероид главног астероидног појаса чија средња удаљеност од Сунца износи 2,198 астрономских јединица (АЈ).
Апсолутна магнитуда астероида је 12,8.